# Camaligan
Camaligan ist eine philippinische Stadtgemeinde in der Provinz Camarines Sur. Sie hat 24.109 Einwohner (Zensus 1. August 2015).

## Baranggays
Camaligan ist politisch in 13 Baranggays unterteilt.
- Dugcal
- Marupit
- San Francisco
- San Juan-San Ramon (Poblacion)
- San Lucas (Poblacion)
- San Marcos (Poblacion)
- San Mateo (Poblacion)
- San Jose-San Pablo (Poblacion)
- San Roque
- Santo Domingo (Poblacion)
- Santo Tomas (Poblacion)
- Sua-Tampak
- Tarosanan